# Elecciones municipales de Huaraz de 2018
Las elecciones municipales de Huaraz de 2018 se llevaron a cabo el 7 de octubre de 2018 para elegir al alcalde y al Concejo Provincial de Huaraz para el periodo 2019-2022. La elección se celebró simultáneamente con elecciones regionales y municipales (provinciales y distritales) en todo el Perú.
Como resultado de esta elección, Rori Mautino Ángeles, candidato del Movimiento Acción Nacionalista Peruano, obtuvo el 19.84% de votos válidos y resultó electo como alcalde provincial de Chachapoyas.

## Sistema electoral
La Municipalidad Provincial de Huaraz es el órgano administrativo y de gobierno de la provincia de Huaraz. Está compuesta por el alcalde y el Concejo Provincial.
La votación del alcalde y el concejo se realiza en base al sufragio universal, que comprende a todos los ciudadanos nacionales mayores de dieciocho años, empadronados y residentes en la provincia de Huaraz y en pleno goce de sus derechos políticos, así como a los ciudadanos no nacionales residentes y empadronados en la provincia de Huaraz. No hay reelección inmediata de alcaldes.
El Concejo Provincial de Huaraz está compuesto por 11 regidores elegidos por sufragio directo para un período de cuatro (4) años, en forma conjunta con la elección del alcalde (quien lo preside). La votación es por lista cerrada y bloqueada. Se asigna a la lista ganadora los escaños según el método d'Hondt o la mitad más uno, lo que más le favorezca.

## Composición del Concejo Provincial de Huaraz
La siguiente tabla muestra la composición del Concejo Provincial de Huaraz antes de las elecciones.
| Partidos | Partidos                                      | Regidores |
| -------- | --------------------------------------------- | --------- |
|          | Renovación Ancashina                          | 7         |
|          | Lista Independiente N° 1 Juntos por Huaraz    | 2         |
|          | Movimiento Regional El Maicito                | 1         |
|          | Movimiento Independiente Regional Puro Áncash | 1         |

## Partidos y candidatos
A continuación se muestra una lista de los principales partidos y alianzas electorales que participaron en las elecciones:
| Candidatura | Candidatura | Partidos y alianzas                                                 | Candidato | Candidato                  | Ideología                                                          | Resultado previo | Resultado previo | Ref.  |
| Candidatura | Candidatura | Partidos y alianzas                                                 | Candidato | Candidato                  | Ideología                                                          | Votos (%)        | Reg.             | Ref.  |
| ----------- | ----------- | ------------------------------------------------------------------- | --------- | -------------------------- | ------------------------------------------------------------------ | ---------------- | ---------------- | ----- |
|             | EM          | Lista - Movimiento Regional El Maicito (EM)                         |           | Carlos Tarazona Jiménez    | Regionalismo ancashino                                             | 10.03%           | 1                | [ 3 ] |
|             | MANPE       | Lista - Movimiento Acción Nacionalista Peruano (MANPE)              |           | Rori Mautino Ángeles       | Regionalismo ancashino                                             | 9.25%            | 0                | [ 3 ] |
|             | APP         | Lista - Alianza para el Progreso (APP)                              |           | Segundo Jacome Rosario     | Liberalismo económico Conservadurismo liberal Populismo de derecha | 4.09%            | 0                | [ 3 ] |
|             | AM          | Lista - Movimiento Regional Ande-Mar (AM)                           |           | Víctor Moreno Quiroz       | Regionalismo ancashino                                             | 3.97%            | 0                | [ 3 ] |
|             | RSC         | Lista - Movimiento Independiente Regional Río Santa Caudaloso (RSC) |           | Yolanda Quito Camones      | Regionalismo ancashino                                             | 1.86%            | 0                | [ 3 ] |
|             | H           | Lista - Movimiento Independiente Regional Hora Cero (H)             |           | Raúl Ortiz Rodríguez       | Regionalismo ancashino                                             | 1.32%            | 0                | [ 3 ] |
|             | SP          | Lista - Somos Perú (SP)                                             |           | Rafael Poma Sotelo         | Democracia cristiana Conservadurismo social                        | 1.30%            | 0                | [ 3 ] |
|             | JP          | Lista - Juntos por el Perú (JP)                                     |           | Jabico Robles Blacido      | Socialismo democrático Progresismo                                 | 1.18%            | 0                | [ 3 ] |
|             | DD          | Lista - Democracia Directa (DD)                                     |           | Antonio Huamán Osorio      | Socialismo Nacionalismo de izquierda Ecologismo                    | 0.17%            | 0                | [ 3 ] |
|             | TPP         | Lista - Todos por el Perú (TPP)                                     |           | Juan San Martín León       | Liberalismo Humanismo Progresismo                                  | Nuevo            | Nuevo            | [ 3 ] |
|             | RN          | Lista - Restauración Nacional (RN)                                  |           | Mateo Macedo Chávez        | Liberalismo económico Humanismo cristiano Evangelismo              | Nuevo            | Nuevo            | [ 3 ] |
|             | AvP         | Lista - Avanza País (AvP)                                           |           | Eduardo Loli Clemente      | Conservadurismo liberal Liberalismo clásico                        | Nuevo            | Nuevo            | [ 3 ] |
|             | PP          | Lista - Podemos por el Progreso del Perú (PP)                       |           | Gloria Melgarejo Olórtegui | Conservadurismo social Populismo Nacionalismo                      | Nuevo            | Nuevo            | [ 3 ] |
|             | B           | Lista - Movimiento Independiente Regional Áncash a la Obra (B)      |           | Edson Yldefonzo Atanacio   | Regionalismo ancashino                                             | Nuevo            | Nuevo            | [ 3 ] |

## Sondeos de opinión
La siguiente tabla enumera las estimaciones de la intención de voto en orden cronológico inverso, mostrando las más recientes primero y utilizando las fechas en las que se realizó el trabajo de campo de la encuesta. Cuando se desconocen las fechas del trabajo de campo, se proporciona la fecha de publicación.
Leyenda:
     Sondeo realizado en el periodo de prohibición legal de la difusión de sondeos de intención de voto.

### Intención de voto
La siguiente tabla enumera las estimaciones ponderadas (sin incluir votos en blanco y nulos) de la intención de voto.
|                                |            |   |      |      |      |      |      |     |  |  |  |
| Elecciones municipales de 2018 | 7 oct 2018 | — | 19.8 | 15.3 | 14.0 | 12.1 | 11.4 | 4.5 |  |  |  |
|                                |            |   |      |      |      |      |      |     |  |  |  |
| Ipsos Perú/América             | 7 oct 2018 | ? | 22.4 | 18.9 | 13.9 | 11.7 | –    | 3.5 |  |  |  |
| Ipsos Perú/América             | 7 oct 2018 | ? | 20.8 | 19.1 | 15.1 | –    | 14.0 | 1.7 |  |  |  |

## Resultados

### Sumario general
| |                                                             |              |              |              |           |           |
| Partidos y coaliciones                                                                                      | Partidos y coaliciones                                      | Voto popular | Voto popular | Voto popular | Regidores | Regidores |
| Partidos y coaliciones                                                                                      | Partidos y coaliciones                                      | Votos        | %            | +/−          | Total     | +/−       |
| | Movimiento Acción Nacionalista Peruano (MANPE)              | 14,574       | 19.84        | +10.59       | 7         | +7        |
| | Juntos por el Perú (JP)1                                    | 11,243       | 15.31        | +14.13       | 1         | +1        |
| | Movimiento Independiente Regional Hora Cero (H)             | 10,282       | 14.00        | n/a          | 1         | +1        |
| | Somos Perú (SP)                                             | 8,922        | 12.15        | +10.85       | 1         | +1        |
| | Movimiento Regional El Maicito (EM)                         | 8,356        | 11.38        | +1.35        | 1         | ±0        |
| | Alianza para el Progreso (APP)                              | 7,698        | 10.48        | +6.39        | 0         | ±0        |
| | Movimiento Independiente Regional Río Santa Caudaloso (RSC) | 3,277        | 4.46         | +2.60        | 0         | ±0        |
| | Podemos por el Progreso del Perú (PP)                       | 2,187        | 2.98         | Nuevo        | 0         | ±0        |
| | Restauración Nacional (RN)                                  | 1,743        | 2.37         | n/a          | 0         | ±0        |
| | Democracia Directa (DD)                                     | 1,540        | 2.10         | +1.93        | 0         | ±0        |
| | Avanza País (AvP)                                           | 1,262        | 1.72         | Nuevo        | 0         | ±0        |
| | Movimiento Independiente Regional Áncash a la Obra (B)      | 1,151        | 1.57         | Nuevo        | 0         | ±0        |
| | Movimiento Regional Ande - Mar (A-M)                        | 635          | 0.86         | –3.11        | 0         | ±0        |
| | Todos por el Perú (TPP)                                     | 582          | 0.79         | Nuevo        | 0         | ±0        |
| |                                                             |              |              |              |           |           |
| Total | Total                                                       | 73,452       |              |              | 11        | ±0        |
| |                                                             |              |              |              |           |           |
| Votos válidos                                                                                               | Votos válidos                                               | 73,452       | 72.62        | –8.97        |           |           |
| Votos en blanco                                                                                             | Votos en blanco                                             | 12,769       | 12.62        | +6.33        |           |           |
| Votos nulos                                                                                                 | Votos nulos                                                 | 14,921       | 14.75        | +2.63        |           |           |
| Votos emitidos                                                                                              | Votos emitidos                                              | 101,142      | 80.12        | –2.76        |           |           |
| Abstenciones                                                                                                | Abstenciones                                                | 25,103       | 19.88        | +2.76        |           |           |
| Votantes registrados                                                                                        | Votantes registrados                                        | 126,245      |              |              |           |           |
| |                                                             |              |              |              |           |           |
| Fuente: |                                                             |              |              |              |           |           |
| Notas al pie: 1 Comparado con los resultados del Partido Humanista Peruano (PHP) en las elecciones de 2014. |                                                             |              |              |              |           |           |
| Notas al pie:                                                                                               |                                                             |              |              |              |           |           |
| 1 Comparado con los resultados del Partido Humanista Peruano (PHP) en las elecciones de 2014.               |                                                             |              |              |              |           |           |

### Concejo Provincial de Huaraz
| Cargo                         | Autoridad electa          | Partido político | Partido político                            |
| ----------------------------- | ------------------------- | ---------------- | ------------------------------------------- |
| Alcalde Provincial de Huaraz  | Eliseo Mautino Ángeles    |                  | Movimiento Acción Nacionalista Peruano      |
| Regidor Provincial de Huaraz  | Aníbal Romero Sánchez     |                  | Movimiento Acción Nacionalista Peruano      |
| Regidor Provincial de Huaraz  | Hernán Villacaqui Rojas   |                  | Movimiento Acción Nacionalista Peruano      |
| Regidor Provincial de Huaraz  | Juan Ciriaco Oncoy        |                  | Movimiento Acción Nacionalista Peruano      |
| Regidora Provincial de Huaraz | Ketty Javier Ramírez      |                  | Movimiento Acción Nacionalista Peruano      |
| Regidor Provincial de Huaraz  | Joseph Lázaro Luciano     |                  | Movimiento Acción Nacionalista Peruano      |
| Regidor Provincial de Huaraz  | Asunción Oncoy Zambrano   |                  | Movimiento Acción Nacionalista Peruano      |
| Regidor Provincial de Huaraz  | Harry Celestino Cisneros  |                  | Movimiento Acción Nacionalista Peruano      |
| Regidor Provincial de Huaraz  | Félix Julca Guerrero      |                  | Juntos por el Perú                          |
| Regidor Provincial de Huaraz  | Omar Cabello Rodríguez    |                  | Movimiento Independiente Regional Hora Cero |
| Regidor Provincial de Huaraz  | Walter Maguiña García     |                  | Somos Perú                                  |
| Regidora Provincial de Huaraz | Norma Campoblanco de Vega |                  | Movimiento Regional El Maicito              |

## Elecciones municipales distritales

### Sumario general
| Partidos y coaliciones                                                                                      | Partidos y coaliciones                                      | Voto popular | Voto popular | Voto popular | Alcaldías | Alcaldías |
| Partidos y coaliciones                                                                                      | Partidos y coaliciones                                      | Votos        | %            | +/−          | Total     | +/−       |
| --- | ----------------------------------------------------------- | ------------ | ------------ | ------------ | --------- | --------- |
| | Siempre Unidos (SU)                                         | 10,040       | 20.78        |              | 1         | ±0        |
| | Somos Perú (SP)                                             | 8,392        | 17.37        |              | 0         | –1        |
| | Movimiento Acción Nacionalista Peruano (MANPE)              | 5,400        | 11.18        |              | 1         | +1        |
| | Alianza para el Progreso (APP)                              | 4,682        | 9.69         |              | 6         | +6        |
| | Movimiento Regional El Maicito (EM)                         | 3,972        | 8.22         |              | 1         | ±0        |
| | Juntos por el Perú (JP)1                                    | 3,659        | 7.57         |              | 1         | +1        |
| | Movimiento Independiente Regional Río Santa Caudaloso (RSC) | 2,736        | 5.66         |              | 0         | ±0        |
| | Movimiento Independiente Regional Hora Cero (H)             | 2,449        | 5.07         | n/a          | 1         | +1        |
| | Podemos por el Progreso del Perú (PP)                       | 1,438        | 2.98         | Nuevo        | 0         | ±0        |
| | Perú Patria Segura (PPS)                                    | 922          | 1.91         |              | 0         | ±0        |
| | Unión por el Perú (UPP)                                     | 856          | 1.77         |              | 0         | ±0        |
| | Avanza País (AvP)                                           | 763          | 1.58         | Nuevo        | 0         | ±0        |
| | Restauración Nacional (RN)                                  | 694          | 1.44         |              | 0         | ±0        |
| | Partido Popular Cristiano (PPC)                             | 426          | 0.88         |              | 0         | ±0        |
| | Acción Popular (AP)                                         | 461          | 0.95         |              | 0         | ±0        |
| | Movimiento Independiente Regional Áncash a la Obra (B)      | 440          | 0.91         | Nuevo        | 0         | ±0        |
| | Democracia Directa (DD)                                     | 399          | 0.83         |              | 0         | ±0        |
| | Fuerza Popular (FP)                                         | 221          | 0.46         | n/a          | 0         | ±0        |
| | Frente Amplio (FA)                                          | 211          | 0.44         |              | 0         | ±0        |
| | Perú Nación (PN)                                            | 140          | 0.29         | Nuevo        | 0         | ±0        |
| | Movimiento Regional Ande-Mar (AM)                           | 19           | 0.04         |              | 0         | ±0        |
| | Perú Libertario (PL)                                        | 2            | 0.00         | Nuevo        | 0         | ±0        |
| |                                                             |              |              |              |           |           |
| Total | Total                                                       | 48,322       |              |              | 11        | ±0        |
| |                                                             |              |              |              |           |           |
| Votos válidos                                                                                               | Votos válidos                                               | 48,322       | 77.41        |              |           |           |
| Votos en blanco                                                                                             | Votos en blanco                                             | 5,931        | 9.50         |              |           |           |
| Votos nulos                                                                                                 | Votos nulos                                                 | 8,168        | 13.09        |              |           |           |
| Votos emitidos                                                                                              | Votos emitidos                                              | 62,421       | 81.33        |              |           |           |
| Abstenciones                                                                                                | Abstenciones                                                | 14,328       | 18.67        |              |           |           |
| Votantes registrados                                                                                        | Votantes registrados                                        | 76,749       |              |              |           |           |
| |                                                             |              |              |              |           |           |
| Fuente: |                                                             |              |              |              |           |           |
| Notas al pie: 1 Comparado con los resultados del Partido Humanista Peruano (PHP) en las elecciones de 2014. |                                                             |              |              |              |           |           |
| Notas al pie:                                                                                               |                                                             |              |              |              |           |           |
| 1 Comparado con los resultados del Partido Humanista Peruano (PHP) en las elecciones de 2014.               |                                                             |              |              |              |           |           |

### Resultados por distrito
La siguiente tabla enumera el control de los distritos de la provincia de Huaraz. El cambio de mando de una organización política se resalta del color de ese partido.
| Distrito      | Alcalde(sa) titular       | Partido político | Partido político           | Alcalde(sa) electo(a)         | Partido político | Partido político            |
| ------------- | ------------------------- | ---------------- | -------------------------- | ----------------------------- | ---------------- | --------------------------- |
| Cochabamba    | Vido Sánchez Sifuentes    |                  | El Maicito                 | Cleto Chávez Ramírez          |                  | Alianza para el Progreso    |
| Colcabamba    | Fidel Quintana Rodríguez  |                  | Partido Aprista Peruano    | Heder Paredes Chinchay        |                  | Alianza para el Progreso    |
| Huanchay      | Niceforo Morales Quiñones |                  | El Maicito                 | Juan García Osorio            |                  | Alianza para el Progreso    |
| Independencia | Eloy Alzamora Morales     |                  | Juntos por Huaraz          | Fidencio Sánchez Caururo      |                  | Siempre Unidos              |
| Jangas        | Juan Rosales Gonzales     |                  | Solidaridad Nacional       | Gilmer Mendoza Caushi         |                  | Juntos por el Perú          |
| La Libertad   | Beatriz Oncoy Visitación  |                  | Renovación Ancashina       | Gilberto Picón Jamanca        |                  | Hora Cero                   |
| Olleros       | Juan Robles Quiñones      |                  | Movimiento Nueva Izquierda | Rommel Gloria Huerta          |                  | Alianza para el Progreso    |
| Pampas Grande | Telésforo Solano Osorio   |                  | Puro Áncash                | Inocencio Villafuerte Colonia |                  | Alianza para el Progreso    |
| Pariacoto     | Rómulo Coral Silva        |                  | Siempre Unidos             | César Sánchez Mejía           |                  | Alianza para el Progreso    |
| Pira          | Atilio Pérez Rodríguez    |                  | Somos Perú                 | Héctor Obregón Inti           |                  | El Maicito                  |
| Tarica        | Genaro Chinchay León      |                  | Renovación Ancashina       | Efraín Garro Villacorta       |                  | Acción Nacionalista Peruano |